# رولف روسمان
رولف روسمان (بالألمانية: Rolf Rüssmann)‏ (مواليد 13 أكتوبر 1950) هو لاعب كرة قدم. يلعب مع منتخب ألمانيا الغربية لكرة القدم. سبق له أن لعب في كأس العالم لكرة القدم مع منتخب بلاده.

## مسيرته الكروية
لعب رولف روسمان خلال مسيرته الاحترافية مع 3 أندية في ثمانية عشر موسمًا وسجل خلالها 48 هدفًا ضمن 464 مباراة. حيث فاز في موسم واحد بالكأس ولم يفز بأي دوري.
خاض رولف روسمان مسيرته مع نادي شالكه 04 في موسم 1969–70 في المرة الأولى ليلعب معه خمسة مواسم ثم في موسم 1974–75 ليلعب معه سبعة مواسم، مشاركًا طوالها في 304 مباراة سجل خلالها 30 هدف. ثم انتقل إلى نادي كلوب بروج في موسم 1973–74 لمدة موسم واحد، حيث شارك في 11 مباراة ولم يسجل أي هدف. لينتقل بعدها إلى نادي بوروسيا دورتموند للفورميلا في موسم 1980–81 ليلعب معه خمسة مواسم، مشاركًا في 149 مباراة سجل خلالها 18 هدفًا.

## روابط خارجية
- رولف روسمان على موقع الاتحاد الدولي (مؤرشف)  (الإنجليزية)
- رولف روسمان على موقع قاعدة بيانات كرة القدم.إي يو (الإنجليزية)
- رولف روسمان على موقع بيانات كرة القدم. دي إي (الألمانية)
- رولف روسمان على موقع ناشيونال فوتبول تيمز (الإنجليزية)
- رولف روسمان على موقع عالم كرة القدم.نت (الإنجليزية)